# Stadtarchiv Krefeld

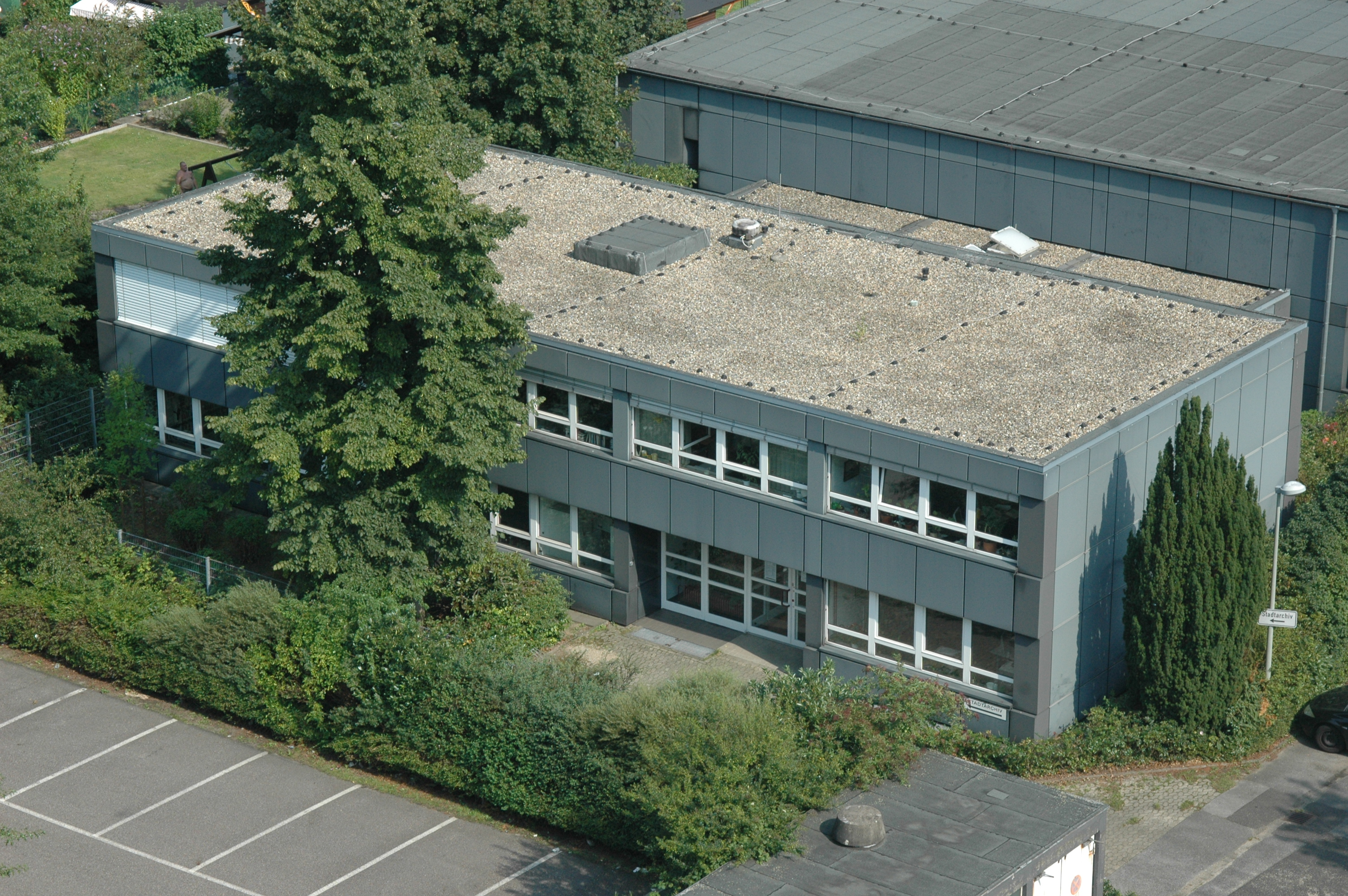
Der Verwaltungstrakt des Stadtarchivs, dahinter ein Teil des Magazintrakts (2015)

Das Stadtarchiv Krefeld ist das Archiv der kreisfreien Stadt Krefeld und verwahrt Archivgut aus acht Jahrhunderten. Es hat als „Gedächtnis“ der Stadt die Aufgabe, die städtische Überlieferung zu bewahren, zu erschließen und der Öffentlichkeit zugänglich zu machen. Es befindet sich hinter dem Stadthaus im Stadtteil Kempener Feld nördlich der Krefelder Innenstadt.

## Geschichte
Ein städtisches Archiv nach heutigem Verständnis besteht seit 1905, als die im Rathaus lagernden Altakten der Stadtverwaltung erstmals systematisch geordnet wurden. Nach der Verlagerung in den Keller des Rathauses 1934 konnten die Archivalien trotz der teilweisen Zerstörung des Gebäudes im Zweiten Weltkrieg weitgehend unversehrt geborgen werden. Jedoch gingen viele, längst archivreife Unterlagen in den Ämtern verloren, sodass die städtische Überlieferung gerade aus der NS-Zeit und der Weimarer Republik sehr lückenhaft ist.
Unter der Leitung des ersten Facharchivars Guido Rotthoff erfolgte 1959 der Umzug in die Kellerräume einer ehemaligen Gaststätte und Brauerei in der Lutherische-Kirch-Straße. 1982 bezog das Stadtarchiv seinen Neubau neben dem durch die Stadt von den Vereinigten Seidenwebereien AG (Verseidag) gekauften „Stadthaus“.
Ab 1988 betreute Paul-Günter Schulte das Stadtarchiv. Unter ihm hielten unter anderem der erste Computer sowie die Erschließungssoftware „Faust“ Einzug. 2009 wurde der heutige Archivleiter Olaf Richter sein Nachfolger.
Seit 2017 entstand hinter dem Magazin ein neues Gebäude, in welches 2019/2020 das Technische Dienstleistungszentrum (TDZ) der Stadt zog. Außerdem erhielt das Stadtarchiv dort weitere Magazinflächen, die in etwa so groß sind wie das alte Magazin, sowie einen Schwarzraum zur Behandlung von kontaminiertem Archivgut.

## Aufgaben
Dem Archivgesetz Nordrhein-Westfalen sowie der Benutzungs- und Entgeltordnung des Archivs der Stadt Krefeld gemäß, ist das Stadtarchiv Krefeld für die Bewertung, Übernahme, Erschließung und Bereitstellung des Schriftgutes der städtischen Ämter zuständig. Es unterstützt die städtischen Behörden bei ihrer Schriftgutverwaltung, bewertet das von ihnen anzubietende und nicht mehr benötigte Schriftgut hinsichtlich seiner Archivwürdigkeit, erschließt es und stellt es der Öffentlichkeit zur Verfügung. Dabei fungiert es als Dienstleister für die Stadtverwaltung und für Familienforscher, Historiker, Studenten und andere Interessierte. Ergänzt wird die städtische Überlieferung durch privates Schriftgut, beispielsweise Firmen- oder Vereinsarchive sowie Vor- und Nachlässe von Persönlichkeiten aus Politik, Wirtschaft oder Kultur, die für die Stadt und das öffentliche Leben von Bedeutung sind oder waren.
Das Archivgut wird unter Ergreifung von bestandserhalterischen Maßnahmen verwahrt und den Benutzern für ihre Forschungen zur Verfügung gestellt. Außerdem fördert das Stadtarchiv die Kenntnis der Stadtgeschichte durch Ausstellungen, Vorträge oder Publikationen sowie als außerschulischer Lernort für die Krefelder Schüler.
Darüber hinaus pflegt es eine umfangreiche stadt- und kommunalgeschichtliche Bibliothek.

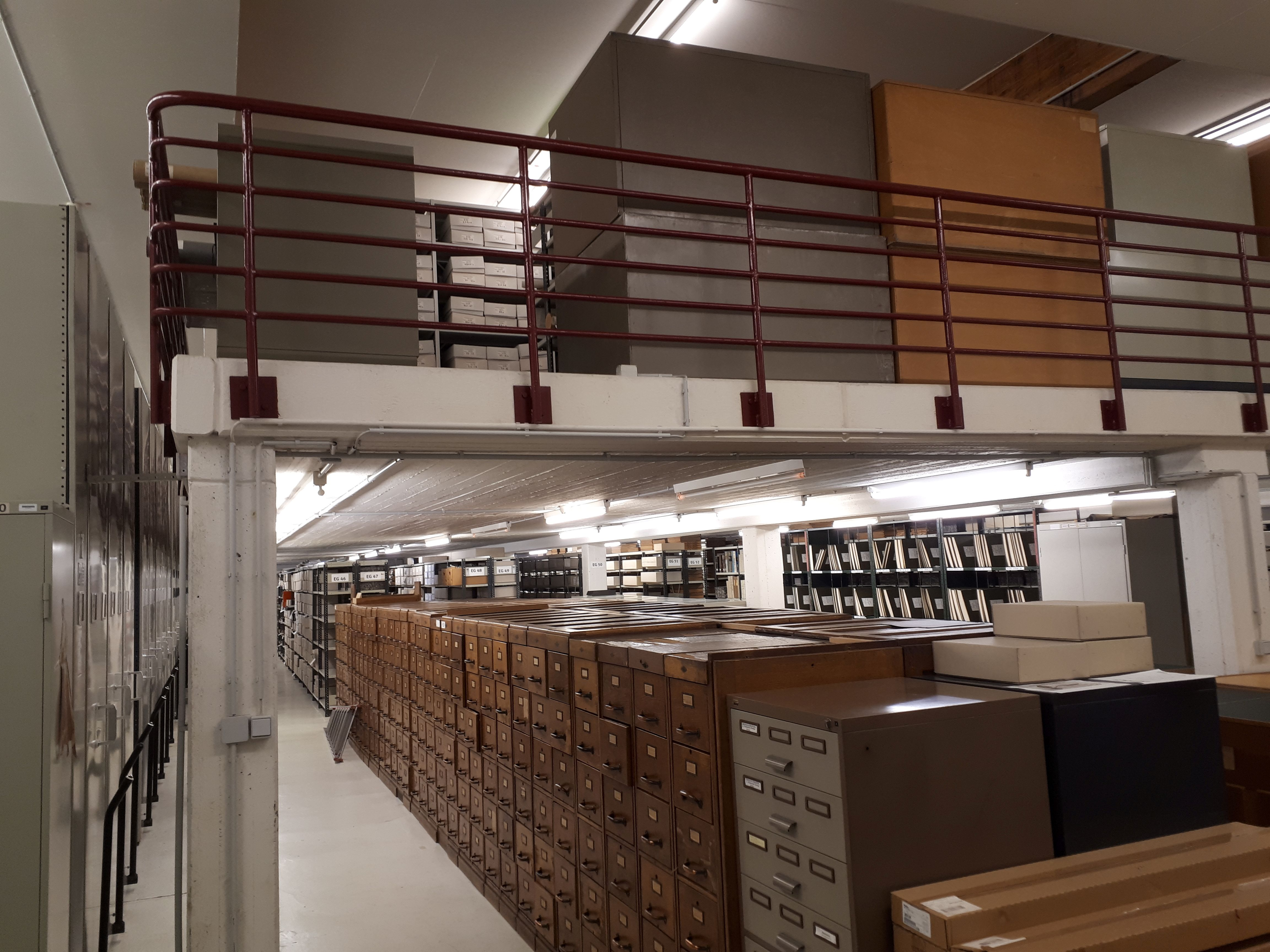
Blick in das Magazin (2018)

## Bestände
Das Archivgut umfasst rund 1.200 Urkunden, fast 3.000 laufende Meter Akten und Amtsbücher, 40.000 digitale und analoge Fotos auf verschiedenen Bildträgern, etwa 1200 Mikrofilme sowie knapp 25.000 Bände in der Archivbibliothek.
Zu den Beständen gehört auch die umfangreiche Überlieferung der ehemals eigenständigen Städte Linn und Uerdingen, welche seit 1901 beziehungsweise 1929 zu Krefeld gehören. Deren historischen Unterlagen aus der Zeit vor dem 19. Jahrhundert befinden sich aufgrund der Säkularisation 1803 im Landesarchiv Nordrhein-Westfalen, Abteilung Rheinland in Duisburg.
Die Zeitungsreihen beginnen 1799. Es wurden und werden zahlreiche Krefelder Zeitungen gesammelt; heute sind dies noch die Westdeutsche Zeitung, die Rheinische Post und Lokalblätter wie beispielsweise die Fischelner Woche und die Hülser Mitteilungen.

## Publikationen des Archivs und sonstige Literatur
- Krefeld. Die Geschichte der Stadt, Band 1 bis 5, Krefeld 1998 - 2010.
- Krefelder Archiv – Quellen und Forschungen zur Geschichte der Stadt Krefeld und des Niederrheins, Band 1 bis 7, Krefeld 1991 - 2012.
- Krefelder Studien, Band 1 bis 15, Krefeld 1973 - 2015.
- Guido Rotthoff: Einrichtung und Ausstattung des Stadtarchivs Krefeld, in: Landschaftsverband Rheinland (Hrsg.): Beiträge zum kommunalen Archivwesen, Archivheft 17, Rheinland-Verlag, Köln 1987; ISBN 3-7927-0976-7, S. 121–127.